# Henri Cueco
Henri Cueco, né le 19 octobre 1929 à Uzerche (Corrèze) et mort le 13 mars 2017 à Paris 10e,,, est un peintre et écrivain français.

## Biographie

### Jeunesse et débuts
Né de père d'origine espagnole et de mère française, Henri Cueco étudie la peinture avec son père Vicente à Uzerche, puis reste autodidacte. Il vient à Paris à partir de 1947, et entre en contact avec les peintres de La Ruche, qui se tournent vers le réalisme. Il commence sa carrière artistique en participant en 1952 au Salon de la Jeune Peinture. À partir de ce groupe et du foisonnement artistique qui verra naître la figuration narrative, il développe une peinture dont la figuration participe à un engagement politique attaché à la nature, aux relations entre hommes et femmes, et au rapport au langage, écrit, parlé ou peint et dessiné.

### Évolution picturale
À partir de la fin des années 1950, Cueco peint des séries (Paysages, Natures mortes, Portraits, Rivières, Salles de bains, Jeux d'adultes, Hommes rouges…) recourant aux moyens techniques des mass-médias, d'après des photos tirées de la presse : figures découpées, aplats de couleur, pointillés et rayures. Il fait alors partie des peintres du mouvement de la figuration narrative, qui se développe au milieu des années 1960. Puis il contribue aux Affiches murales et slogans de Mai 68.
En 1979, il est le fondateur de l'association « Pays-Paysage », en Limousin, à Uzerche, dont la vocation est de faire se croiser les regards et les savoirs de différents protagonistes de la société, artistes, habitants, agriculteurs, musiciens, scientifiques…
Dans les années 1980, Cueco revient à la peinture sur le motif, paysages et natures mortes, comme les lieux mêmes du réel avec lesquels la confrontation est réputée difficile, où la peinture serait l'expérience de l'inachèvement et de la non-résolution.
Tout au long de ce parcours pictural ponctué de changements parfois radicaux, il pratique régulièrement le dessin, la lithographie, illustre des poètes et écrivains (Pierre Bergounioux, Joseph Danan, Claude Duneton, Patrice Delbourg, Gilbert Lascault, Hervé Le Tellier, Maurice Regnaut, l’Oulipo…), ou réalise des livres d'artiste (Comment grossir sans se priver…) ainsi que des décors de théâtre (Pierre-Étienne Heymann, Jean-Paul Wenzel, Alain Mergnat, Jean Dautremay, Comédie-Française).

### Autres activités
Henri Cueco est également un écrivain : Le Journal d’une pomme de terre, Le Collectionneur de collections, L’Été des serpents, Le Chien Boomerang, 120 paysages que je ne peindrai jamais, Passage des astragales ; Dialogue avec mon jardinier est adapté au cinéma par Jean Becker. En 2014, il est invité d'honneur du festival Expoésie de Périgueux.
Pendant de nombreuses années, il participe à l'émission littéraire Des Papous dans la tête sur France Culture.
Tout au long de son parcours, il échange, débat, collabore avec des artistes, critiques d’art et penseurs. Outre tous ceux cités plus haut, il est proche de Pierre Gaudibert (fondateur de L'ARC au MAMVP (avec qui, entre autres choses, il publie L’Arène de l’art essai critique sur le marché de l’art), Paul Rebeyrolle, Arthur Adamov, Jean-François Lyotard, Ernest Pignon-Ernest, Jérôme Clément, Michel Troche, Catherine Tasca, Evelyne Artaud, Marie-José Mondzain, Régis Debray, Marie-Odile Briot, Itzhak Goldberg, Régis Deparis ou encore ses amis des Papous.
Syndicaliste, engagé à gauche depuis sa jeunesse, il participe à la fondation du Syndicat national des artistes plasticiens CGT (SNAP CGT) en 1977 avec Ernest Pignon Ernest, notamment. Cueco est aussi décorateur de théâtre et animateur culturel. Il a enseigné au sein de l'association Peuple et culture, puis un temps à l'université de Paris VIII (« Vincennes ») et à Paris I, ainsi qu'aux Beaux-Arts de Paris.

### Famille
Il est l'époux de l'artiste plasticienne Marinette Cueco. Le couple habite en région parisienne et en Corrèze au Pouget de Vigeois. Ils ont deux enfants, le musicien Pablo Cueco et le conservateur-restaurateur de peintures et d'art contemporain David Cueco.

### Distinctions
En 1989, Henri Cueco est nommé au grade de chevalier dans l'ordre national du Mérite.
Étant membre du conseil de l'ordre des Arts et des Lettres, il est ex officio commandeur de l'ordre des Arts et des Lettres.

## Œuvre

### Peinture / Sculpture
Cueco introduit dans son art la fonction critique et l'engagement politique de l'artiste dans la société, la question des rapports entre hommes et femmes, la question de la représentation et de la peinture comme représentation du monde, du paysage, comme des images déjà peintes, non sans quelque distanciation humoristique. Cet engagement sera également manifeste à partir de 1972 au sein de la Coopérative des Malassis, qu'il fonde avec Lucien Fleury, Jean-Claude Latil, Michel Parré, Gérard Tisserand et Christian Zeimert.
Cueco, dans ce groupe militant et figuratif, est peut-être celui qui a le plus interrogé dans son travail personnel, à sa manière, la peinture et la vision du monde, à travers plusieurs séries :
- De 1965 à 1970, Baignoires et salles de bains, dans l'esprit du pop art[4].
- De 1965 à 1970, Les Jeux d’adultes et Tristes Tropiques, images d'une vision de la nature, et des rapports sociaux et de désirs entre hommes et femmes.
- De 1970 à 1975, Les Hommes rouges, issus des mouvements et actions des foules actives de 1968 et d'un engagement personnel sur la place de l'artiste dans la vie quotidienne. Certaines images font aussi référence aux rapports impérialistes Nord/Sud (Salle rouge pour le Viêt-nam[4]) et aux politiques néo-coloniales.
- De 1972 à 1976, Les Chiens et Les Claustras, où les chiens, meilleurs amis de l'homme signifient autant la liberté d'une meute animale qu'une représentation d'un système oppressif ou répressif pas aussi pacifique qu'il y paraît.
- De 1977 à 1987, Les Herbes/Paysages dessinés et/ou peints, unifiés ou fragmentés, souvent issus d'observations sur le motif, dans le paysage corrézien, représentent autant une vision du foisonnement de la nature que la perception d'une écologie du paysage, où la place du regardeur qui donne à voir ce qui lui fait face, compte autant que celle du spectateur face à l'œuvre qui en est issue. Ces œuvres peintes, dessinées, peuvent avoir plusieurs mètres de long et sont souvent travaillée sur un papier fort de 2 m de haut. La salle Albert Londres au cœur du bâtiment du ministère de la Culture en est un exemple significatif.
- De 1987 à 1990, Sols d’Afrique, inspirés non pas par un récit de voyage (« Je hais le folklore »[10], dit-il), mais d’après des images et représentations de l'Afrique.
- De 1990 à 2005 des images d'objets du quotidien : pommes de terre, babioles, entaillures, pierres de ballast, bouts de ficelles forment soit de petites peintures, soit de grandes œuvres de 2 x 2 m.
- Dans la même période, il peint également des œuvres inspirées de toiles de maîtres, Champaigne (L'Ex-voto de 1664, Portrait de Martin Barcos) ou de Poussin (L'Enlèvement des Sabines) de David (Mort de Marat) ou de Rembrandt (Danaé, Bethsabée) multiplient les points de vue et/ou fragmentent les extraits et reconstituent un espace où la partie représentée vaut pour le tout qui est sujet[3].
- De 2005 à 2010, des meutes de chiens ou des serpents lovés repeuplent un imaginaire pacifiste mais inquiétant
- De 2005 à 2010, Les Petites Peintures, des paysages fragmentés peints sur des toiles de petite taille.
- En parallèle il peint aussi des feux de près sur ses grands papiers, reprenant le cadre des vues de prés, où feuilles accumulées recouvrent de fumée peinte les images fouillées d'un semblant de tombeau végétal.
- En 2011-2012 il se concentre sur de petits formats pour retrouver au crayon à papier gras, virtuose, « impressionniste » ou affûté, les champs et les vaches, les herbes et ce sol que l'on foule aux pieds.
- En 2013-2014, il travaille à l'encre, de nouvelles visions mémorielles des paysages d'herbes, d'arbres et de chemins que l'on parcourt, sur des toiles fines et lisses, comme le ferait un graveur, qui se concentre plus sur la représentation de la lumière que sur les formes des objets représentées (qui en découlent).

#### Quelques peintures
- Dans les toilettes (1965-1966)
- De la baignoire à la rivière (1966)
- Femme et mouton (1967)
- Les Hommes rouges, La Rue, Freud Marx Mao, La Grève, La Meute, La Capture du rhinocéros, La Nouvelle Société (1968/1970)
- La Sécheresse de l'été 1976 (1984)
- Le Bestiaire des Halles (mosaïque), Paris (1977-1978)
- La Meute au repos (1973)
- le Chemin de l'atelier (1982)
- Le Pré au Pouget (1978)
- La Disparition de la tartine (1986)
- Sols d'Afrique, Le Second Voyage en Afrique (1987-1993)
- Meutes de chiens sur fond gris (1993)
- Fragments de chiens bleu (1993)
- La Petite Peinture (1999, 2000)
- La Rosa, La Bonneval, La BF 15… — portraits de pommes de terre (2000-2010)
- Gymnastes « lavis au grand air » (2000-2002)
- Polownia (2004)
- Prédelles, d'après L'Ex-voto de 1664 de Philippe de Champaigne (1995), d'après L'Enlèvement des Sabines de Poussin[3]
- La Grande Odalisque, d'après Ingres (2007/2009)
- Paysages dessinés (2010-2011)
- Paysages redessinés à l'encre, sur toile fine (2013-2014)

##### Avec la coopérative des Malassis
- Qui tue ? l'affaire Gabrielle Russier (1971)
- L'Appartemensonge (1969)
- Le Grand Méchoui (1972)
- Onze variations sur le thème du radeau de la Méduse (1974)
- Les affaires reprennent (1977)

#### Lithographie
- En 2007, Henri Cueco réalise l'estampe du portfolio créé par Cristel Éditeur d'Art pour le 4e prix Jacques-Goddet (Trophée LCL), prix qui récompense chaque année le meilleur article de la presse francophone publié durant le Tour de France.

#### Prix
- Prix de la fondation Félix-Fénéon
- Prix Marlborough au VIIe Salon de la Jeune Peinture avec Simone Dat, 1956

### Écrits
Cueco écrit depuis les années 1980 ; il a publié de nombreux essais et romans.

#### Publications
- Journal d’atelier 88-91 ou Journal d’une pomme de terre, ÉNSBA, 1993, réédité chez Stock en 2001
- Le volcan, récit, Balland, 1998
- Le troubadour à plumes, Janaud, 1999.
- Dessine-moi un bouton. L'inventaire des queues de cerises, Le Seuil, 2000
- La Petite Peinture, Éditions Cercle d'Art, coll. « Autoportrait », 2000 Reproduit sous forme de livre 155 œuvres tirées de ses carnets sur les motifs de la campagne de Corrèze[3].
- Dialogue avec mon jardinier, Le Seuil, 2004 Adapté au cinéma sous le même titre en 2007 par Jean Becker, avec Daniel Auteuil et Jean-Pierre Darroussin.
- Le Collectionneur de collections, Le Seuil, 2005, rééd. 2015
- 120 paysages que je ne peindrai jamais, Paris, Seuil : éd. Pérégrines, 2005
- Le Chien boomerang, JBz & Cie, 2010
- L’Été des serpents, JBZ et Cie, 2012
- Passage des astragales, Bayard, 2013

#### Livres d'artisteet illustrations
- Mésanges, Seuil, 2002 ; texte et illustrations de Henri Cueco  (ISBN 9782020547604)
- Les Pavillons d'os, avec Joseph Danan, Rouen, L'Instant perpétuel, 2003  (ISBN 2-905598-77-8), 11 dessins de Cueco, 130 exemplaires sur Arches numérotés et signés, les 24 premiers avec un dessin original signé de Cueco
- Le Café-Journal, Rouen, L'Instant perpétuel, 2003  (ISBN 2-905598-76-X), 99 exemplaires numérotés et signés, les 20 premiers avec une intervention originale signée de Cueco
- Zindien, recueil de poésie d'Hervé Le Tellier, éditions Syllepse, 1999, puis éditions du Castor astral, 2009 ; dessins d'Henri Cueco
- La Chienne de ma vie de Claude Duneton, éd. Ponti, 1991 ; lithographies de Henri Cueco
- Tirage de tête du livre Les Chevaliers de la mer, textes de Christophe Penot, Editions Cristel, 2008 ; lithographie La Vague d'Henri Cueco tirée à 180 exemplaires numérotés et signés.

#### Radio et ouvrages collectifs
Henri Cueco est, avec Jean-Christophe Averty, Patrick Besnier, Jacques Jouet, Hervé Le Tellier, Lucas Fournier, Gérard Mordillat, Christian Zeimert et d'autres, l'un des « Papous » de l'émission d'inspiration oulipienne de France Culture, Des Papous dans la tête, fondée par Bertrand Jérôme et animée par Françoise Treussard. Il a été, en 1997, invité d'honneur de l'Oulipo.
- Les Papous dans la tête, l'anthologie, dir. Bertrand Jérôme et Françoise Treussard, Gallimard, 2007
- Le Dictionnaire des Papous dans la tête, dir. Françoise Treussard, Gallimard, 2007

Il a participé à un ouvrage collectif mêlant des photographies de femmes et les textes qu'elles ont inspirés à des écrivains : Inconnues corréziennes, résonances d'écrivains, Éditions Libel, 2009.

## Expositions (sélection)
- 1996 : « Les Chiens », musée de Cholet[4]
- 1997 : « Variations »[3], Centre d’art contemporain, Meymac
- 1998 : Œuvres récentes, musée d'art Roger-Quilliot, Clermont-Ferrand
- 2005 : « Brûlures des “saxiphrages” », galerie Louis Carré & Cie, Paris L'exposition a pour sujet la canicule de 2003 et ses ravages[3].
- 2010 : « Ingres-Cueco. Une saison dans l'atelier », musée Ingres, Montauban L'exposition permet à Cueco de travailler sur les dessins d'Ingres autour des thèmes du nu et du portrait[13].
- 2018 : « Pays et Paysages »[14], château de Sédières, Clergoux (Corrèze)

## Musées, collections
Ses œuvres sont présentées dans différents musées et collections publiques : musée d'art moderne de la ville de Paris, Centre Pompidou, musées de Beauvais, Clermont-Ferrand, Dole, Grenoble, Nantes, Orléans, Marseille, Montauban, Pau, Vannes, Fonds national d'art contemporain, Fonds régional d'art contemporain (Franche Comté, Limousin, Alsace, Bretagne, Aquitaine).

#### Ouvrages
- Gérald Gassiot-Talabot, Cueco par Cueco, éditions Cercle d'art, 1995
- Alain Chareyre-Méjan, Cueco ou la nature des choses, éditions Panama, Paris, 2008
- Collectif (Gaëlle Rageot-Deshayes, Julie Crenn, Amélie Lavin, Anaël Pigeat, et al.), Cueco, Lienart éditions, 2020  (ISBN 978-2-35906-304-2)

#### Presse
- « Henri Cueco, peintre politique et écrivain, est mort », Philippe Dagen, Le Monde du 15 mars 2017

### Filmographie
- 1979 : Et vogue la Malassise de Marie-Ève et Marie-France Molle, avec Henri Cueco, Lucien Fleury, Jean-Claude Latil et al., 22 min, Paris, Centre national du cinéma et de l'image animée ; notice bibliographique du catalogue général de la BnF
- 1997 : L'Almanach d'Henri et Marinette : Regarder avec les Cueco, documentaire de Pierre Aubry, 50 min, présentation sur film-documentaire.fr
- 2010 : Abécédaire Cueco de Pascal Lièvre, 1 h 20 min, coproduction musée Ingres, voir sur lievre.fr Pascal Lièvre a demandé à Cueco de réagir sur 26 mots composant ce qu’il imagine être l’abécédaire de l’artiste. Cueco a manifesté le désir de ne pas connaître les mots à l’avance transformant ainsi la proposition en jeu.